# Rudolf A. Raff
Rudolph A. Raff (n. 1942) es un bioquímico de formación, Raff es uno de los pioneros en la creación de la biología evolutiva del desarrollo. Su investigación se ha concentrado en el estudio del origen y la evolución de los planes corporales y del desarrollo y en la evolución molecular.

## Biografía
Rudolph Raff se licenció en bioquímica en la Universidad de Pensilvania en 1963; y se doctoró en la Universidad de Duke en 1967.
Actualmente es director del Instituto de biología molecular y celular y catedrático de Historia y Filosofía de la Ciencia en la Universidad de Indiana, y "Profesor James H. Rudy de Biología

## Premios
- Health Research Career Development Award (1975-1980)
- Guggenheim Fellowship (1987)
- Miembro de la American Academy of Arts and Sciences (2000)
- Medalla Kowalevski (2001)
- Daniel Giraud Elliot Medal of the US National Academy of Sciences (2004)
- Sewall Wright Award of the American Society of Naturalists (2004).